# Le Serment de Jean Casimir
Le Serment de Jean Casimir (en polonais : Śluby Jana Kazimierza) est une peinture à l'huile sur toile réalisée par l'artiste polonais Jan Matejko en 1893. Elle est conservée dans la collection du Musée national de Wrocław.

## Sujet
Le tableau aux dimensions de 315 × 500 cm représente un événement historique qui a eu lieu le 1er avril 1656 à Lwów : la promesse (en) par le roi Jean Casimir d'étendre les droits civils à la noblesse et d'améliorer les conditions de vie de la paysannerie.

## Description
Le roi Jean Casimir dans le tableau est dans la partie gauche, agenouillé devant l'autel. D'autres personnages historiques peints sur cette toile sont : l'évêque de Lwów Jan Tarnowski (pl), se tenant debout à gauche du roi ; la reine Louise-Marie agenouillée juste derrière le roi ; derrière elle, le hetman Stefan Czarniecki ; à côté de lui, le Grand maréchal de la Cour de la Couronne Jerzy Sebastian Lubomirski ; le hetman de la couronne Stanisław Lanckoroński tenant une masse ; le grand hetman de la couronne Stanisław Rewera Potocki, agenouillé ; le prince Krzysztof Zbaraski (pl) tenant une bannière, ; enfin, dans la partie extrême gauche du tableau, Jan Leszczyński (pl), voïvode de Łęczyca, se tient adossé à l'autel.

## Historique
Avant 1945, le tableau se trouvait à la Galerie nationale de Lviv. Depuis 1946, il est conservé au Musée national de Wrocław.